# Buskmænd
Buskmænd (også san, sho, baroa, basarwa eller khwe) er sydafrikanske naturfolk fra Kalahari-ørkenen og den nordvestlige Kapprovins, der taler san-sprog.
Kalahari-ørkenen er et stort tørt til halvtørt, sandet område i det sydlige Afrika, som dækker ca. 500.000 km². Ørkenen dækker ca. 70 % af Botswana og dele af Zimbabwe, Namibia og Sydafrika.
Der har boet lyse buskmænd i Kalahari i ca. 20.000 år – længe før de sorte bantufolk trængte ind.
Det er ikke afgjort, hvor mange buskmennesker der er tilbage. Nogle kilder mener, at der er 50.000 tilbage, og andre mener, at der er op mod 100.000 tilbage.
Det er Afrikas ældste kultur. De har levet i små familier sammen som jægere og samlere, i det mændene har jaget antiloper og kvinderne samlet rødder i det samme område år efter år.
I 1963 oprettede den engelske kolonimagt et naturreservat uden at have spurgt sig til råds hos buskmændene.
Nu er den gamle måde at leve på forbi. Før fik de vand fra regn og fra jorden. I dag er der blevet foretaget vandboringer, så de kan hente vand fra en vandhane.
Regeringen mener, at buskmændene skal være rigtige borgere i staten Botswana, hvorfor regeringen har givet dem geder og æsler. Botswana styres af sorte og hvide storfarmere, da de anser et liv uden husdyr for primitivt.